# Concejo de Medellín
El Concejo de Medellín es una Corporación Administrativa de elección popular, compuesta por 21 concejales de diferentes tendencias políticas, elegidos democráticamente para un período de cuatro años, y cuyo funcionamiento tiene como eje rector la participación democrática de la comunidad. El concejo es la entidad legislativa de la ciudad, emitiendo acuerdos de obligatorio cumplimiento en su jurisdicción territorial. Entre sus funciones está aprobar los proyectos de los alcaldes, elegir personero y contralor municipal y posesionarlos, dictar las normas orgánicas del presupuesto y expedir anualmente el presupuesto de rentas y gastos.

## Comisiones

### Comisiones permanentes
Las Comisiones Permanentes son las encargadas de surtir en primer debate a los proyectos de acuerdo de su competencia, además ejercer las atribuciones del artículo 40 de la Ley 136 de 1994 y las demás que señale la ley.
El Concejo de Medellín cuenta con tres Comisiones Permanentes, cada una de ellas encargada de estudiar, en primer debate, los proyectos de acuerdo de su competencia; y diversas Comisiones Accidentales donde se trabajan temas específicos que afectan a la comunidad.

#### Comisión primera o del Plan
Tiene como algunas de sus funciones adoptar los Planes de Desarrollo, el Plan de Ordenamiento Territorial, sus modificaciones y los instrumentos que lo desarrollan; y el estatuto de valorización.

#### Comisión segunda o de Presupuesto y Asuntos Fiscales
Se encarga entre otras, de estudiar el presupuesto Municipal, los impuestos, tasas, contribuciones, gravámenes, reducciones, exenciones y la redistribución por programas e incrementos de tales gravámenes.

#### Comisión Tercera o Administrativa y de Asuntos Sociales
Procura el análisis de temas relacionados con la educación, cultura, recreación, salud, seguridad, bienestar social, vivienda, transporte y tránsito, bienestar laboral, deporte, entre otros.

## Concejales
La siguiente es la lista de concejales activos en la corporación y la división entre gobierno, oposición e independientes.
| Concejal                              | Partido                              | Posición    |
| ------------------------------------- | ------------------------------------ | ----------- |
| Andrés Felipe Tobón Villada           | Partido Creemos                      | Gobierno    |
| Maria Paulina Suárez Roldán           | Partido Creemos                      | Gobierno    |
| Santiago Perdomo Montoya              | Partido Creemos                      | Gobierno    |
| Alejandro de Bedout Arango            | Partido Creemos                      | Gobierno    |
| Juan Carlos de la Cuesta Galvis       | Partido Creemos                      | Gobierno    |
| Damián Pérez Arroyave                 | Partido Creemos                      | Gobierno    |
| Santiago Narváez Lombana              | Partido Creemos                      | Gobierno    |
| Camila Gaviria Barreneche             | Partido Creemos                      | Gobierno    |
| Sebastián López Valencia              | Partido Centro Democrático           | Gobierno    |
| Claudia Victoria Carrasquilla Minami  | Partido Centro Democrático           | Gobierno    |
| Luis Guillermo de Jesús Vélez Álvarez | Partido Centro Democrático           | Gobierno    |
| Andrés Felipe Rodríguez Puerta        | Partido Centro Democrático           | Gobierno    |
| Leticia Orrego Pérez                  | Partido Centro Democrático           | Gobierno    |
| Juan Ramón Jiménez Lara               | Partido Conservador                  | Gobierno    |
| Brisvani Alexis Arenas Suaza          | Partido Conservador                  | Gobierno    |
| Miguel Ángel Iguarán Osorio           | Coalición Juntos                     | Gobierno    |
| Janeth Hurtado Betancur               | Partido Alianza Social Independiente | Gobierno    |
| Farley Jhair Macías Betancur          | Partido Liberal                      | No definido |
| Alejandro Arias García                | Partido Alianza Verde                | No definido |
| José Luis Marín Mora                  | Coalición Pacto Histórico            | Oposición   |
| Carlos Alberto Gutiérrez Bustamante   | Partido Independientes               | Oposición   |

### Mesa Directiva Histórica
| Año  | Presidente             | Partido                   | Vicepresidente 1°             | Partido                      | Vicepresidente 2°         | Partido                        |
| ---- | ---------------------- | ------------------------- | ----------------------------- | ---------------------------- | ------------------------- | ------------------------------ |
| 2013 | Nicolás Echeverry      | Partido Conservador       | Luis Bernardo Vélez           | Alianza Social Independiente | Aura Marleny Arcila       | Partido Liberal                |
| 2014 | Jaime Cuartas Ochoa    | Alianza Verde             | Carlos Mario Mejía Múnera     | Partido Liberal              | Rober Bohórquez           | Cambio Radical                 |
| 2015 | Fabio Humberto Rivera  | Partido Liberal           | Ramón Acevedo                 | Partido de la U              | Roberto Cardona           | Movimiento Firmes Por Medellín |
| 2016 | Daniela Maturana       | Movimiento Creemos        | Nataly Vélez Lopera           | Centro Democrático           | Bernardo Alejandro Guerra | Partido Liberal                |
| 2017 | Jesús Aníbal Echeverri | Partido de la U           | Lucas Cañas                   | Partido Conservador          | Norman Harry Posada       | Centro Democrático             |
| 2018 | Aura Marleny Arcila    | Partido Liberal           | Luz María Múnera              | Polo Democrático Alternativo | Jaime Cuartas Ochoa       | Alianza Verde                  |
| 2019 | Jaime Mejía Alvarán    | Centro Democrático        | Ricardo León Yepes            | Cambio Radical               | Manuel Alejandro Moreno   | Partido de la U                |
| 2020 | Luis Bernardo Vélez    | Movimiento Independientes | Dora Cecilia Saldarriaga      | Movimiento Estamos Listas    | Carlos Alberto Zuluaga    | Partido Conservador            |
| 2021 | Jaime Cuartas Ochoa    | Alianza Verde             | Sebastián López Valencia      | Centro Democrático           | Aura Marleny Arcila       | Partido Liberal                |
| 2022 | Lucas Cañas Jaramillo  | Partido Conservador       | Julio Enrique Villa           | Centro Democrático           | Luis Carlos Hernández     | Partido de la U                |
| 2023 | Fabio Humberto Rivera  | Partido Liberal           | Juan Felipe Betancur          | MIRA                         | Dora Cecilia Saldarriaga  | Movimiento Estamos Listas      |
| 2023 | Fabio Humberto Rivera  | Partido Liberal           | Juan Felipe Betancur          | MIRA                         | Leticia Orrego Pérez      | Centro Democrático             |
| 2024 | Andrés Felipe Tobón    | Creemos                   | Claudia Victoria Carrasquilla | Centro Democrático           | Janeth Hurtado Betancur   | Alianza Social Independiente   |